# 長野ハリストス正教会
長野ハリストス正教会（ながのハリストスせいきょうかい）は、1921年（大正10年）まで長野市にあった正教会（日本正教会）の教会。大正の鬼才と称されるペトル河野通勢の出身教会であり、イリナ山下りんが描いたイコンも会堂に収められていた。

## 沿革
1888年（明治21年）に長野市県町11番地にイイスス・ハリストス（イエス・キリスト）の復活を記憶する復活会堂が設立された。建立はアレクセイ河野次郎によるとされる。
当時、長野市には日本基督教会（長門町）、日本メソジスト教会（県町）、日本聖公会（西長野）、日本正教会の4教派が伝道していたが、正教会の会堂設立はこれらの中でも最も早く、信者も少なくなかった。
しかし20世紀初頭の日露関係の悪化、とりわけ1904年（明治37年）の日露戦争の勃発以降、ロシア正教会から伝道されていた日本の正教会を巡る環境は悪化した。日本人正教徒達は各地でロシア帝国のスパイであるとの嫌疑をかけられ、住居からの追放や、神父への襲撃、墓石や教会建物の破壊行為が各地で起こった。長野においても1906年（明治39年）に東郷平八郎が戦没者慰霊のために善光寺詣りをした頃から、長野ハリストス正教会は寂れたと伝えられている。
その後も教勢は振るわず、復活会堂は1920年（大正9年）に取り壊され、1921年（大正10年）2月には教会が廃止された。会堂が閉鎖された後、1935年（昭和10年）に、会堂にあった山下りんによるイコン3点『機密の晩餐』『ハリストス復活』『克肖者セルギイ』は、札幌ハリストス正教会に移された。
会堂内部での集会風景の写真や、河野通勢が1944年に雑記帖に記した地図等が残されている。

## 関連する人物
著名な熱心な正教徒の一人として、長野における洋画・写真の先駆者の一人である河野次郎がおり、会堂建設も彼によると伝えられている。息子河野通勢も熱心な信徒となった。
河野次郎は善光寺の門前町の中心に住みつつ信仰を守り、会堂に掲げるイコンも描いていた。1904年（明治37年）という厳しい情勢下で河野次郎は9歳の河野通勢に洗礼を受けさせているところにも、その正教への熱心な信仰が現れている。
通勢は長野ハリストス正教会復活会堂に掲げられたイコンを見て祈っており、そのイコンの中には山下りんによるものも含まれていた。